# Далтон, Карен (певица)
Карен Далтон (англ. Karen Dalton; 19 июля 1937 — 19 марта 1993) — американская певица конца 60-х годов, которая исполняла преимущественно не свои песни, делая акцент на кавер-композиции. Многим она запомнилась певицей в стиле кантри-блюз и фолк, ведь для своего исполнения часто использовала игру на гитаре и банджо. 
Первые появления её на сцене Гринвич-Виллидж закрепили её статус как личности, и, в частности, музыканта. К сожалению поклонников, она не пользовалась большим коммерческим успехом при жизни, но её музыке удалось пробиться уже после её смерти. Она получила большое признание и похвалу от своих коллег по сцене и поклонников.